# Alejo Carpentier

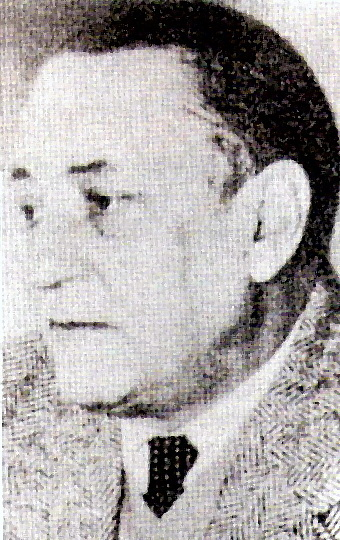
Alejo Carpentier 1979.

Alejo Carpentier y Valmont, född 26 december 1904 i Lausanne i Schweiz, död 24 april 1980 i Paris i Frankrike, var en kubansk författare och musikforskare som hade stort inflytande på den latinamerikanska litteraturen under dess kända boomperiod.

## Biografi
Carpentier föddes i Lausanne i Schweiz. Under lång tid trodde man att han var född i Havanna på Kuba, dit han flyttat direkt efter födelsen, men efter hans död hittades ett födelsebevis i Schweiz. Hans mor var en rysk språkprofessor och hans far var en fransk arkitekt. Då han var tolv år gammal flyttade familjen till Paris, där han började studera musikteori. Då de återvände till Kuba studerade han arkitektur, men han avslutade aldrig den utbildningen. Han blev vänsterjournalist och tillbringade en tid i fängelse innan han gick i exil i Frankrike. Där mötte han surrealisterna André Breton, Paul Eluard, Louis Aragon, Jacques Prévert, och Antonin Artaud. Under tiden i Frankrike gjorde han även flera resor till Spanien där han utvecklade en fascination för barocken. 
Han återvände till Kuba och fortsatte att arbeta som journalist. Där besökte han en voodooceremoni som skulle komma att utveckla hans intresse för afrokubanism. 1943 gjorde han en betydelsefull resa till Haiti, där han besökte fortet La Ferriere och palatset Sans-Souci, som både uppförts av kung Henri Christophe.
Mellan 1945 och 1959 var han bosatt i Venezuela, vilket är den uppenbara inspirationskällan till det icke namngivna sydamerikanska land i vilket Den förlorade porten huvudsakligen utspelar sig i. Han återvände till Kuba efter revolutionen 1959 och utnämndes 1966 till kubansk ambassadör i Frankrike. Carpentier mottog Miguel de Cervantes pris 1977 och den franska Medicipriset 1979. Han var nominerad till Nobelpriset i litteratur, första gången 1965.
Carpentier var sjuk i cancer då han slutförde sin sista roman och avled i Paris 1980.

## Verk
Alejo Carpentier är känd för sitt barocka sätt att skriva och sin teori om "lo real maravilloso". Bland hans mest kända verk finns  Ecue-yamba-o! 1933), Riket av denna världen (1949) och Den förlorade porten (1953). Det var i prologen till Riket av denna världen, en roman om den haitiska revolutionen, som han beskrev sin "lo real maravilloso"-vision, vilket vissa kritiker tolkat som synonymt med magisk realism.